# Carex descendens
Carex descendens là một loài thực vật có hoa trong họ Cói. Loài này được Kük. mô tả khoa học đầu tiên năm 1903.